# Charles Osborne (hipo)
Charles Osborne (Anthon, Iowa, 2 de abril de 1894 - Sioux City, 1 de mayo de 1991) fue un ciudadano estadounidense que sufrió de un ataque de hipo de forma continua durante 68 años (desde 1922 hasta 1990).

## Biografía
Osborne nació en Anthon, Iowa, y entró en el Libro Guinness de los récords como el hombre con el mayor ataque de hipo de la historia. Su hipo comenzó en 1922 y persistió durante 68 años. Su condición también le llevó a ser invitado en el programa de radio Ripley, ¡aunque usted no lo crea! en 1936. También fue invitado al programa televisivo de la ABC That's Incredible! en 1980, y a The Tonight Show con Johnny Carson en 1983. Osborne apareció en el artículo Dear Abby, así como en una pregunta del juego de mesa Trivial Pursuit.
El hipo de Osborne comenzó en 1922, mientras colgaba un cerdo para sacrificarlo cayéndose en el acto, y se detuvo un año antes de su muerte, a los 96 años. A pesar de su estado, el granjero pudo llevar una vida normal. Se casó dos veces y tuvo ocho hijos. Osborne falleció debido a complicaciones derivadas de úlceras en el hospital Maria Health Center, en la ciudad de Sioux City, Iowa, el 1 de mayo de 1991.